# Remmert Wielinga
Remmert Wielinga (født 27. april 1978) er en hollandsk professionel cykelrytter som har cyklet for det professionelle cykelhold Saunier Duval-Prodir.